# Bertil Rehnberg
Klas Bertil Rehnberg, född 28 juni 1918 i Ljusne församling, Gävleborgs län, död 28 oktober 2013 i Maria Magdalena församling, Stockholm, var en svensk ämbetsman.

## Biografi
Rehnberg avlade socionomexamen 1944, anställdes samma år vid Arbetsmarknadsstyrelsen, blev byrådirektör där 1956, avdelningschef 1965, överdirektör 1967 och generaldirektör för Arbetsmarknadsverket 1973–1983. 
Rehnberg var styrelseledamot i Skolöverstyrelsen samt sekreterare och ledamot i ett flertal utredningar, bland annat huvudsekreterare i 1960 års arbetsmarknadsutredning. Han anlitades ofta till olika medlingskommissioner på arbetsmarknaden och var ordförande i den så kallade "Rehnbergkommissionen" 1990–1991. Bertil Rehnberg är begravd på Uppsala gamla kyrkogård.